# Gran mezquita de Tarso
La gran mezquita de Tarso (en turco: Tarsus Ulu Cami) es una mezquita en Tarso, provincia de Mersin, Turquía.

## Geografía
La mezquita se encuentra en el centro de Tarso, en el barrio de Camii Nur. Es la mezquita más grande de Tarso. Está muy cerca de la iglesia de San Pablo.

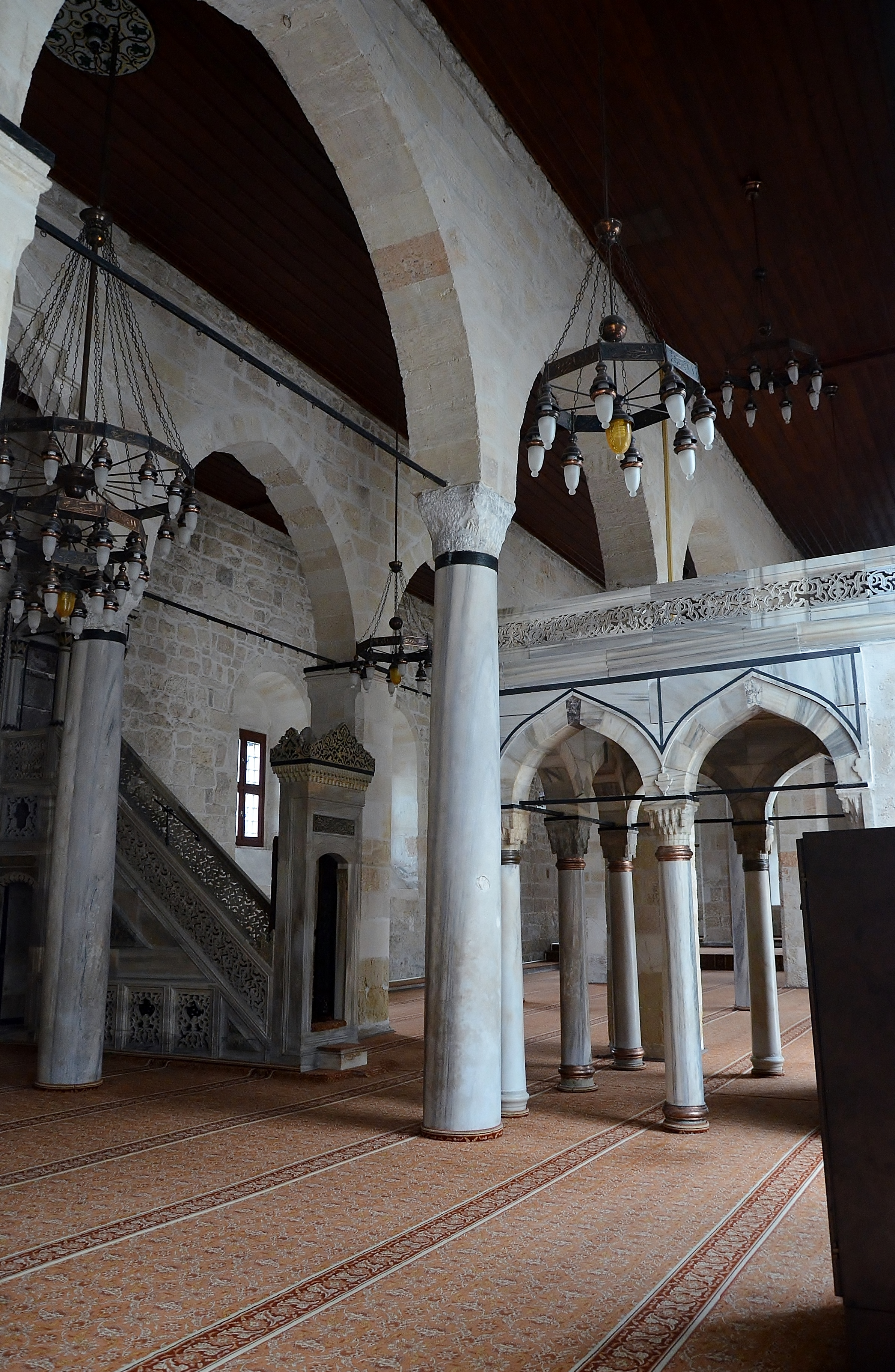
Interior de la gran mezquita de Tarso

## Historia
La mezquita fue construida en 1579 durante el dominio otomano. El comisionado de la mezquita fue Ibrahim de la dinastía Ramadánida, una dinastía turcomana que gobernó la región antes de 1517 y continuó como vasallo del Imperio Otomano durante el resto del siglo XVI. Pero según la placa de información de la mezquita, había una mezquita más antigua en el lugar de la gran mezquita que se construyó durante el gobierno abasí (árabe) en el siglo noveno. Después de que Tarso fuera conquistada por el Imperio Bizantino, la antigua mezquita se transformó en una iglesia. Pero en el siglo XIV, Ramazanoğlu capturó Tarso y en 1579 se reconstruyó la mezquita.

## Detalles técnicos

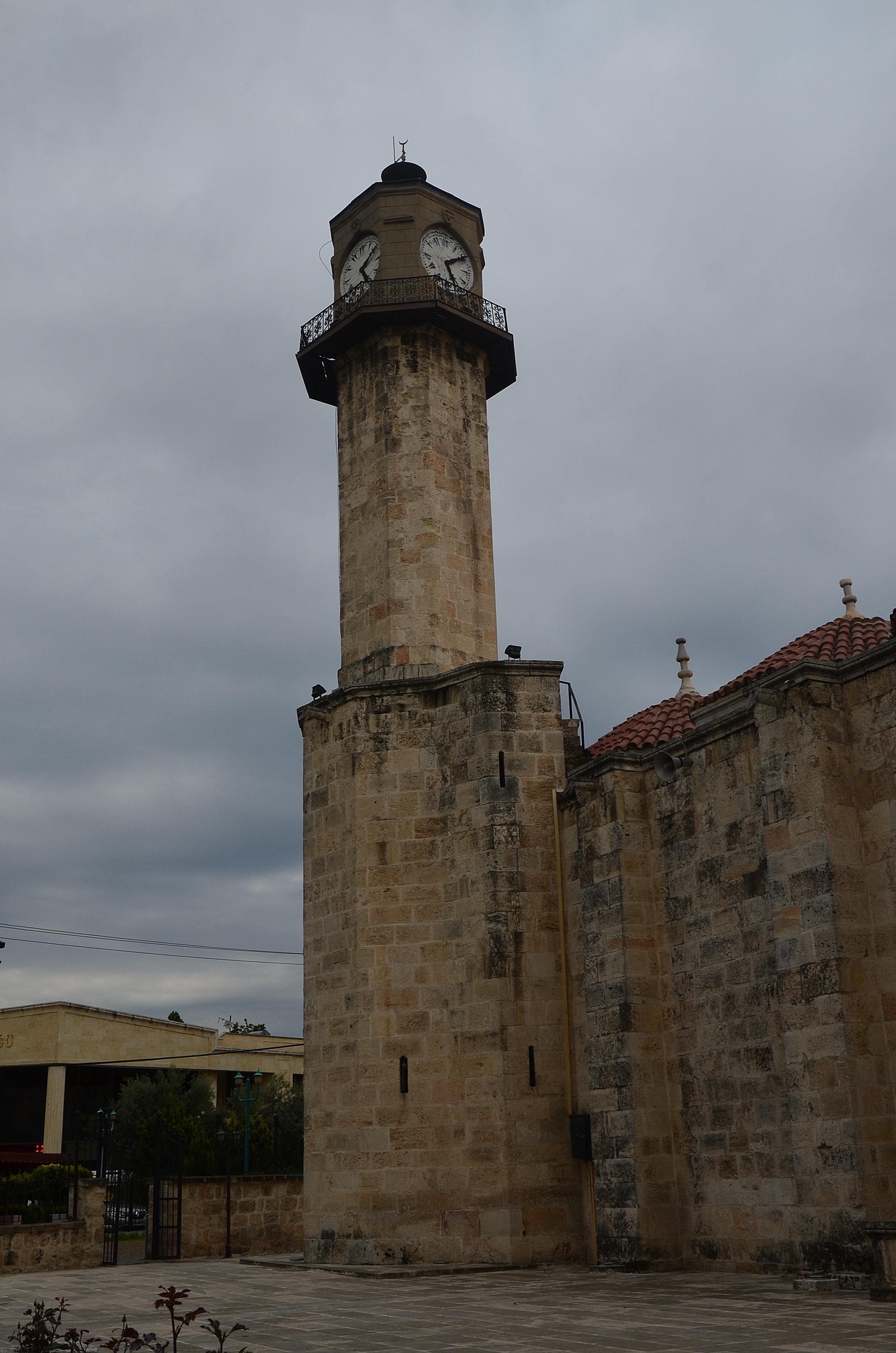
Torre de reloj de la gran mezquita de Tarso

La entrada al patio de la mezquita se realiza a través de una puerta de mármol monumental en la fachada norte. El nártex con 14 columnas para soportar 16 cúpulas ha sido decorada con azulejos. El material de construcción del edificio principal es de piedra tallada. Las columnas en el edificio principal se han conectado con un arco de medio punto llamado Arco de Irán. El púlpito y el nicho (dirigido a La Meca) están hechos de mármol.

## Las tumbas
Al este de la mezquita están las tumbas de Al-Ma'mun (el califa abasí), Danyal (Daniel, no es un profeta en la tradición islámica, pero aún se le considera un santo) y Seth, que se cree que es el hijo de Adán.